# 黑色领结

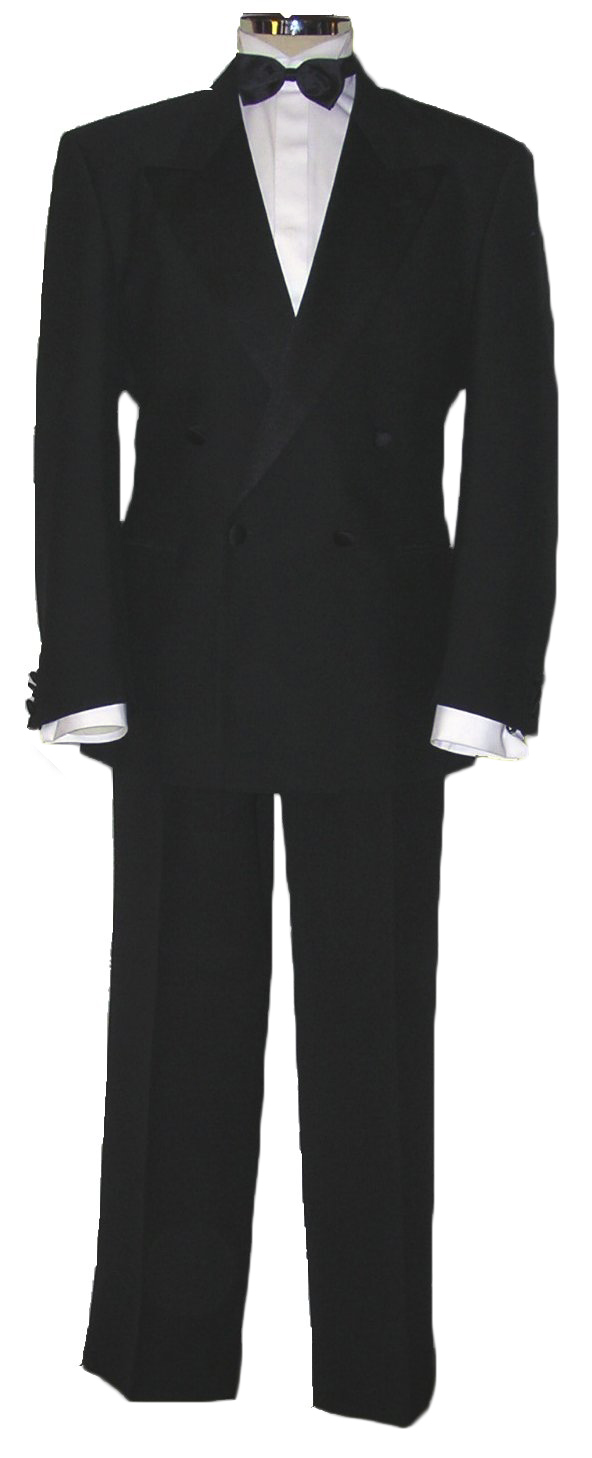
男士黑色領結服飾

黑色領結（英語：Black Tie），是一個西方社會的着装守则，源於19世紀英美夜間活動和社交的著裝習慣。通常於下午6時以後穿著，黑色領結比白色領結被較不正式，但比商務服裝拘謹。
男士通常穿著黑色或午夜藍的孖襟羊毛西裝（無尾禮服），配上有法式袖口的白色襯衫及袖扣、黑色領結和黑色皮鞋。女士則需要穿著長至腳踝或及膝的晚禮服，配襯高跟鞋及首飾。